# مورف اواس
مورف اواس (انگلیسی: MorphOS) نام یک سیستم عامل شبه-آمیگااواس است. این یک سیستم عامل مخلوط از نرم‌افزارهای مالکیتی و اوپن سورس است که برای پردازنده‌های پاور پی سی پگاسوس، آمیگا‌های مجهز شده به شتاب دهنده سخت‌افزاری، و بوردهایی از شرکت فری اسکیل که به فریمور " Genesi "مجهزند مثل "Efika" طراحی شده است. از نسخه ۲٫۴ به بعد، برخی از محصولات اپل هم پشتیبانی می‌شوند؛ برای مثال مک‌مینی.